# FC San Nicolas
FC San Nicolas ist ein Fußballverein aus San Nicolas auf der Insel Aruba. Der Verein spielt nach dem Aufstieg aus der zweitklassigen Division Uno seit der Saison 2014/15 in der Division di Honor, der höchsten Spielklasse des Fußballverbands von Aruba.

## Erfolge
- Division Uno

Vizemeister: 2013/14